# Guyana ai Giochi della XXXIII Olimpiade
La Guyana ha partecipato ai Giochi della XXXIII Olimpiade, svoltisi a Parigi dal 26 luglio all'11 agosto 2024, con una delegazione di 5 atleti, 2 uomini e 3 donne. in 3 discipline.

## Delegazione
| Sport            | Uomini | Donne | Totale |
| ---------------- | ------ | ----- | ------ |
| Atletica leggera | 1      | 1     | 2      |
| Nuoto            | 1      | 1     | 2      |
| Tennistavolo     | 0      | 1     | 1      |
| Totale           | 2      | 3     | 5      |

## Risultati

### Atletica leggera
| Q | Qualificato al turno successivo per la posizione in qualificazione                                                           |
| q | Qualificato per il turno successivo per ripescaggio o, negli eventi su campo, conquistando la misura minima per qualificarsi |

Maschile
Eventi su pista e strada
| Atleta            | Evento      | Preliminari | Preliminari | Batterie  | Batterie  | Semifinale      | Semifinale      | Finale          | Finale          |
| Atleta            | Evento      | Risultato   | Posizione   | Risultato | Posizione | Risultato       | Posizione       | Risultato       | Posizione       |
| ----------------- | ----------- | ----------- | ----------- | --------- | --------- | --------------- | --------------- | --------------- | --------------- |
| Emanuel Archibald | 100 m piani | Bye         | Bye         | 10"40     | 8º        | non qualificato | non qualificato | non qualificato | non qualificato |

Femminile
Eventi su pista e strada
| Atleta        | Evento      | Batterie  | Batterie  | Ripescaggi | Ripescaggi | Semifinale      | Semifinale      | Finale          | Finale          |
| Atleta        | Evento      | Risultato | Posizione | Risultato  | Posizione  | Risultato       | Posizione       | Risultato       | Posizione       |
| ------------- | ----------- | --------- | --------- | ---------- | ---------- | --------------- | --------------- | --------------- | --------------- |
| Aliyah Abrams | 400 m piani | 51"55     | 4ª R      | 51"84      | 5ª         | non qualificata | non qualificata | non qualificata | non qualificata |

### Nuoto
Maschile
| Atleta       | Evento             | Batterie | Batterie  | Semifinali      | Semifinali      | Finale          | Finale          |
| Atleta       | Evento             | Tempo    | Posizione | Tempo           | Posizione       | Tempo           | Posizione       |
| ------------ | ------------------ | -------- | --------- | --------------- | --------------- | --------------- | --------------- |
| Raekwon Noel | 400 m stile libero | 4'02"29  | 34º       | non qualificato | non qualificato | non qualificato | non qualificato |

Femminile
| Atleta        | Evento             | Batterie | Batterie  | Finale          | Finale          |
| Atleta        | Evento             | Tempo    | Posizione | Tempo           | Posizione       |
| ------------- | ------------------ | -------- | --------- | --------------- | --------------- |
| Aleka Persaud | 100 m stile libero | 1'01"29  | 28ª       | non qualificata | non qualificata |

### Tennistavolo
Femminile
| Atleta          | Evento  | Preliminari      | Preliminari | 64-esimi        | 64-esimi        | 32-esimi        | 32-esimi        | 16-esimi        | 16-esimi        | Ottavi di finale | Ottavi di finale | Quarti di finale | Quarti di finale | Semifinali      | Semifinali      | Finale          | Finale          | Classifica      |
| Atleta          | Evento  | Avver.           | Punt.       | Avver.          | Punt.           | Avver.          | Punt.           | Avver.          | Punt.           | Avver.           | Punt.            | Avver.           | Punt.            | Avver.          | Punt.           | Avver.          | Punt.           | Classifica      |
| --------------- | ------- | ---------------- | ----------- | --------------- | --------------- | --------------- | --------------- | --------------- | --------------- | ---------------- | ---------------- | ---------------- | ---------------- | --------------- | --------------- | --------------- | --------------- | --------------- |
| Chelsea Edghill | Singolo | S. Hanffou (CMR) | P (1-4)     | non qualificata | non qualificata | non qualificata | non qualificata | non qualificata | non qualificata | non qualificata  | non qualificata  | non qualificata  | non qualificata  | non qualificata | non qualificata | non qualificata | non qualificata | non qualificata |